# Byrrhus pustulatus
Byrrhus pustulatus là một loài bọ cánh cứng trong họ Byrrhidae. Loài này được Forster miêu tả khoa học năm 1771.